# Coxão mole
|  |

| Animal (kg) | Arroba (@) | Média (kg) |
| 160         | 10         | 5,96       |
| 190         | 12         | 7,08       |
| 220         | 14         | 8,20       |
| 250         | 16         | 9,31       |

Coxão mole, coxão de dentro, pojadouro ou chã de dentro são denominações para um tipo de corte da carne bovina localizado na parte traseira do animal e representa, aproximadamente, 14,61% da carcaça.

## Informação nutricional
| Valor calórico     | 131,69 kcal | 5%  |
| Carboidratos       | 0 g         | 0%  |
| Proteínas          | 22,55 g     | 45% |
| Gorduras totais    | 4,61 g      | 0%  |
| Gorduras saturadas | 1,55 g      | 6%  |
| Colesterol         | 59,88 mg    | 20% |
| Fibras             | 0 g         | 0%  |
| Cálcio             | 7,73 mg     | 1%  |
| Ferro              | 2,32 mg     | 17% |
| Sódio              | 96,64 mg    | 4%  |

Obs.: Valores diários em referência com base em uma dieta de 2.500 calorias por porção de 100g com referência para animais do Brasil.